# Adrian Hoszowski

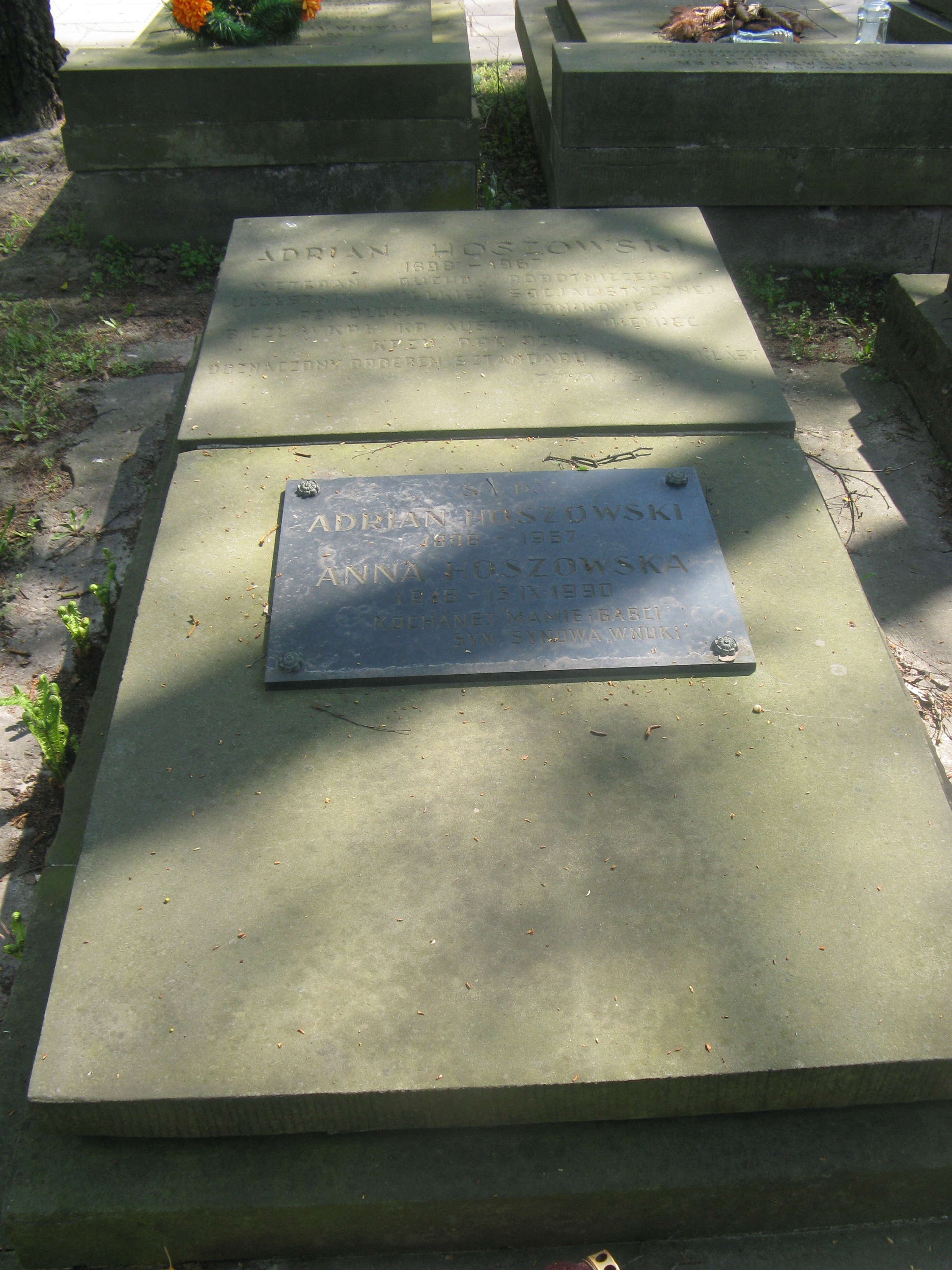
Grób Adriana Hoszowskiego na Cmentarzu Wojskowym na Powązkach

Adrian Hoszowski pseud. Bohun, Łemko, Zachar (ur. 13 czerwca 1898 w Wysocku Wyżnym, zm. 8 sierpnia 1967 w Warszawie) – ukraiński działacz komunistyczny, publicysta, dziennikarz.

## Życiorys
Syn Jana i Ludwiki z domu Turzańskiej. Do 1914 skończył 4 klasy gimnazjum w Turce, po wybuchu I wojny światowej znalazł się z rodziną w Kijowie, potem w Rostowie nad Donem, gdzie w 1918 ukończył gimnazjum, po czym został robotnikiem pracującym w miejscowych fabrykach. Od III 1920 członek RKP(b), sekretarz organizacji w Dońskim Urzędzie Pracy i Opieki Społecznej, później członek Komitetu Rejonowego RKP(b). Działacz grup czerwonej samoobrony w Żeleznowodsku, potem przez 3 miesiące dowódca plutonu w oddziale specjalnego przeznaczenia w Armii Konnej Budionnego. 1921 wybrany do rostowskiej Rady Delegatów Robotniczych i Żołnierskich (RDRiŻ). XI 1921 za zgodą Południowo-Wschodniego Biura KC RKP(b) wrócił do kraju. Po bezskutecznych staraniach o przyjęcie na Uniwersytet Lwowski wyjechał do Wiednia, gdzie studiował w Wyższej Szkole Handlowej. Działał w Ukraińskiej Sekcji przy KC Komunistycznej Partii Austrii, której wkrótce został sekretarzem. Współpracował z centralnym organem KPGW/KPZU „Nasza Prawda”. Brał udział w pracach Zagranicznego Biura Pomocy Ruchowi Rewolucyjnemu w Galicji Wschodniej. Z powodu prześladowania przez austriacką policję X 1923 udał się do Berlina, gdzie kontynuował studia i był sekretarzem Sekcji Ukraińskiej w KPD. Wielokrotnie wyjeżdżał z odczytami do skupisk ukraińskiej emigracji w Bremie i Hamburgu. III 1924 skierowany przez KC KPZU do Lwowa jako instruktor. XII 1925 aresztowany na 4 miesiące we Lwowie, po zwolnieniu został kierownikiem Centralnego Wydziału Zawodowego (CWZ) przy KC KPZU, był też członkiem CWZ przy KC KPP. Od 1926 wydawca i redaktor legalnego tygodnika KPZU „Profesijni Wisty” („Wiadomości Związkowe”). Od jesieni 1927 do grudnia 1928 na Ukrainie Sowieckiej, po powrocie nadal kierował CWZ przy KC KPZU. W 1930 stał na czele delegacji KPZU na V Kongres Czerwonej Międzynarodówki Związków Zawodowych, od X 1930 był redaktorem legalnego pisma KPZU „Nasza Zemla”. I 1931 skierowany przez KC KPP do ZSRR, gdzie do 1946 był ekonomistą w instytucjach gospodarczych w Moskwie, Charkowie, Nowosybirsku i Marinilsku. Po powrocie do kraju IV 1946 wstąpił do PPR i został dyrektorem administracyjno-finansowym Motozbytu (do 1948), później dyrektorem Centralnego Zarządu Mechanizacji i Budownictwa (do 1952) i dyrektorem departamentu ekonomicznego PKPG (do 1953). Od 1953 starszy redaktor w dziale klasyków marksizmu-leninizmu Wydawnictwa Książka i Wiedza, od VII 1956 do końca życia zastępca redaktora naczelnego tygodnika „Nasze Słowo” – organu prasowego Ukraińskiego Towarzystwa Społeczno-Kulturalnego. Członek SDP. Wiele czasu poświęcał historii polskiego i ukraińskiego ruchu komunistycznego, zwłaszcza KPZU, kierował pracami zespołu KPZU w ówczesnym Zakładzie Historii Partii przy KC PZPR. 1958 otrzymał rentę dla zasłużonych, której nie pobierał. Był odznaczony m.in. Orderem Sztandaru Pracy II klasy i Złotym Krzyżem Zasługi (20 lipca 1946). Pochowany na wojskowych Powązkach (kwatera D6-2-34).